# Fontainhas
Fontainhas este un oraș în Santo Antão în Republica Capului Verde.